# 鑽石谷 (亞利桑那州)
鑽石谷（英語：Diamond Valley）是位於美國亞利桑那州亞瓦派縣的一個非建制地區。該地的面積和人口皆未知。

## 地理
鑽石谷的座標為34°34′05″N 112°22′31″W / 34.56806°N 112.37528°W，而該地的平均海拔高度為1598米（即5243英尺）。